# حرم شاهچراغ
حرم احمد بن موسی مشهور به شاه‌چراغ مجموعه آرامگاهی در مرکز شیراز است که بنا بر اعتقاد شیعیان، آرامگاه احمد بن موسی، پسر ارشد موسی کاظم، امام هفتم شیعیان و همچنین محمد بن موسی، از برادران علی بن موسی الرضا در آن قرار دارد. این حرم پس از حرم علی بن موسی و فاطمه معصومه، سومین حرم پراهمیت برای شیعیان در ایران به‌شمار می‌آید. احمد بن موسی به همراه بعضی از برادرانش در راه پیوستن به برادر خود به سوی خراسان سفر نمود ولی توسط افراد مأمون عباسی در شهر شیراز کشته شد.
آرامگاه محمد بن موسی برادر احمد ابن موسی نیز در صحن جامع احمدی قرار دارد که به سبک معماری آذری بنا شده‌است.
خیابان‌هایی که به حرم دسترسی دارد خیابان‌های لطفعلی‌خان زند، سه راه احمدی و ۹ دی می‌باشد.

## نام‌گذاری
در مورد نام‌گذاری این حرم به شاه‌چراغ روایتی است، آن روایت این‌گونه است که، در زمان عضدالدوله دیلمی پیرزنی نزد او رفت و اظهار داشت شب‌ها بر روی تپهٔ نزدیک منزل من چراغی روشن دیده می‌شود و چون نزدیک می‌دوم اثری نمی‌بینم. عضدالدوله ماجرا را با اطرافیان در میان گذاشت. آنان گفتند: شاید پیرزن به امید دستیابی به مال و منال چنین اظهاراتی کرده‌است. شاه متقاعد نشد و شبی به خانهٔ پیرزن رفت و آنجا خوابید. زن نیکوکار به محض آن که نور را دید به بالین شاه حضور یافت و سه بار گفت: «شاه‌چراغ». عضدالدوله بیدار شد و به طرف چراغ رفت ولی خاموش شد و چون بازگشت، نور را دید. این عمل هفت بار تکرار شد. روز بعد، دستور داد تپه را حفر کردند. به هنگام حفر به سردابی رسیدند که جسدی روی تختی بود. شاه، شیخ عفیف الدین، عالم و زاهد آن عصر در فارس را در جریان گذاشت. او در همان شب در خواب دید به زیارت قبر امامزاده احمد بن موسی الکاظم رفته‌است. عضدالدوله روزی را تعطیل عمومی کرد و بر آن سرداب بنای باشکوهی بنا نهاد.

## پیشینه
حرم شاه‌چراغ آرامگاه «احمد بن موسی» ملقب به شاه‌چراغ، پسر ارشد موسی کاظم هفتمین پیشوای شیعیان است.
اصل بنای حرم در دوره اتابکان فارس در سده ششم هجری قمری ساخته شده‌است و گنبد و بارگاه آن دارای کاشی‌کاری‌های زیبایی است.∗ در سال‌های ۴۰–۱۳۳۹ خورشیدی و در پی مرمت و نوسازی ساختمان گنبد، طراحی کاشی‌کاری آن توسط عیسی بهادری صورت گرفته و به اجرا درآمد.

## مشخصات بنای حرم

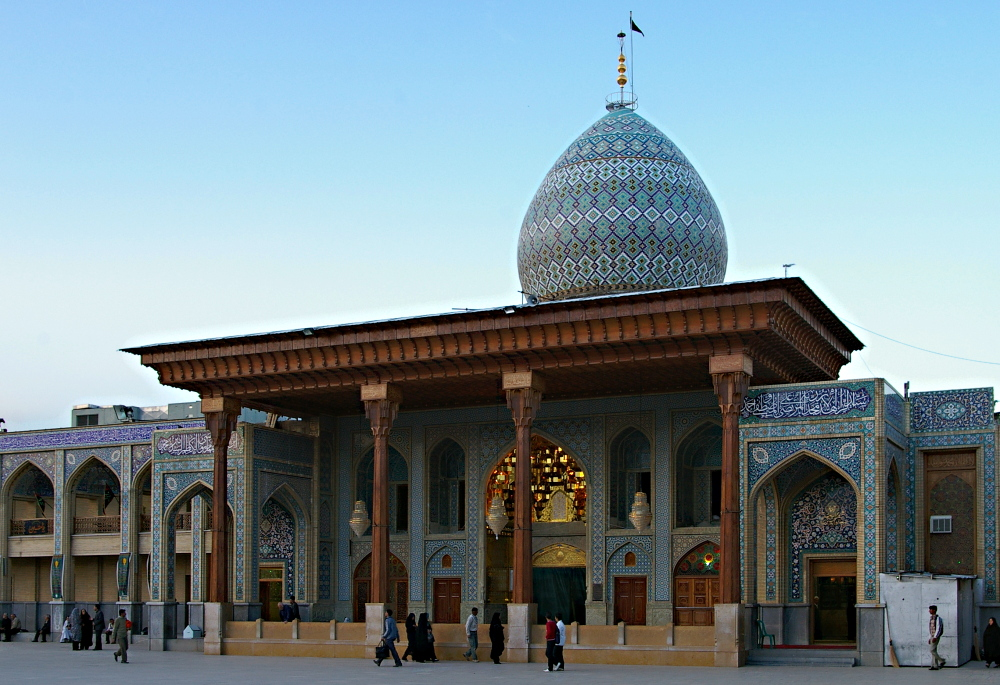
آرامگاه سید میر محمد

درون حرم را با به کار بردن آئینه‌های ریز رنگین، به سبکی هنرمندانه، آئینه کاری کرده و انواع خط‌های زیبای فارسی و عربی، تزیین‌کننده نمای اطراف آینه‌ها و کاشی‌ها است.
بنای حرم، مشتمل بر ایوانی در جلو و حرمی گسترده در پشت ایوان است که در چهار جانب حرم، چهار شاه‌نشین قرار گرفته و به همراه شبستان امام، مسجدی نیز در پشت حرم (سمت غرب) ساخته شده‌است. ضریح احمدبن موسی در شاه‌نشین زیر گنبد قرار دارد و از جنس نقره و بدست هنرمندان اصفهانی ساخته شده‌است.
صحن جامع احمدی دارای دو در اصلی ورودی است که در سمت جنوب و شمال حرم از زیر دو سر در بزرگ کاشی کاری شده گذشته و وارد صحن جامع حرم می‌شویم. در میان صحن، حوض بزرگ فواره داری ساخته شده و در اطراف حوض درختکاری شده‌است. حرم احمد بن موسی در سمت غرب صحن جامع و حرم میر محمد بن موسی، برادر احمدبن موسی نیز در سمت شمال شرقی صحن قرار دارد.
غیر از دو در اصلی، دو در فرعی دیگر نیز وجود دارد که یکی به بازار حاجی و دیگر به مسجد جامع عتیق می‌رود درگاه مانندی نیز از ضلع شمال صحن وارد بازار شاه‌چراغ می‌شود.
در دور تا دور صحن جامع، اتاق‌هایی دو طبقه ساخته شده که در پیشانی و جرزهای جلو آن‌ها کاشی کاری شده‌است. ستون‌های آهنی ایوان حرم به وسیله چوب‌های نفیس پوشش داده شده و در سقف مسطح آن نیز چوب منبت کاری شده به کار رفته‌است. امکانات وسیعی مثل فرماندهی انتظامی، دفتر پست و مخابرات، کتابخانه و موزه آستان مقدس درصحن جامع احمدی برای رفاه مردم ایجاد شده‌است.

## تاریخچه

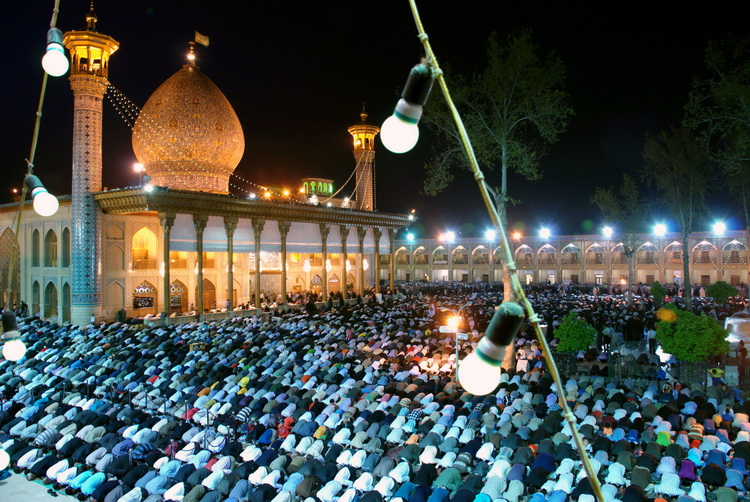
نمایی از نماز جماعت در صحن احمدی حرم شاه‌چراغ

- در سال ۷۴۵ ه‍.ق مادر ابواسحاق اینجو پادشاه فارس، ملکه تاشی خاتون اقدامات نیکویی بر بارگاه او انجام داد. این بانوی نیکوکار، اقدام به بهسازی بارگاه کرد و در عرض ۵ سال از سال ۷۴۵ تا ۷۵۰ ه‍.ق آرامگاهی وسیع و گنبدی بلند بر آن ساخت. همچنین در جنب آرامگاه، مدرسه‌ای وسیع بنا کرد. او همچنین تعداد زیادی از مغازه‌های بازار نزدیک حرم و ملک میمند فارس را وقف بر این آستان مقدس کرد.

ابن بطوطه جهانگرد مراکشی که در سال ۷۴۸ ه‍.ق برای بار دوم به شیراز سفر کرده، در سفرنامه خود دربارهٔ اقدامات ملکه تاشی خاتون و توصیف آرامگاه، چنین نوشته‌است:
این آرامگاه در نظر شیرازی‌ها احترام تمام دارد و مردم برای تبرک و توسل به زیارتش می‌روند. تاشی خاتون، مادر شاه ابواسحاق، در جوار این بقعه بزرگ، مدرسه و زاویه‌ای ساخته‌است که در آن به اطعام مسافران می‌پردازند و عده‌ای از قاریان پیوسته بر سر تربت امامزاده، قرآن می‌خوانند شب‌های دوشنبه، خاتون به زیارت آرامگاه می‌آید و در آن شب قضات و فقها و سادات شیراز نیز حاضر می‌شوند. این جمعیت در بقعه جمه می‌شوند و با آهنگ خوش به قرائت قرآن مشغول می‌شوند. خوراک و میوه به مردم داده می‌شود و پس از صرف طعام، واعظ، بالای منبر می‌رود و تمام این کارها در بین نماز عصر و شام انجام می‌گیرد. خاتون در غرفه مشبکی که مشرف به مسجد است، می‌نشیند. در آخر هم (به احترام این بقعه) همانند سرای پادشاهان طبل و شیپور و بوق می‌نوازند.
- در سال ۹۱۲ ه‍.ق به دستور شاه اسماعیل صفوی، بهسازی گسترده‌ای بر آرامگاه انجام گرفت. ۸۵ سال بعد بر اثر زلزله سال ۹۹۷ ه‍. ق، نیمی از گنبد آرامگاه ویران شد که دوباره در سال‌های بعد بازسازی گردید.[نیازمند منبع]
- در سال ۱۱۴۲ ه‍.ق نادرشاه افشار بهسازی گسترده‌ای بر ساختمان حرم انجام داد و به دستور او قندیل بزرگی در زیر سقف و گنبد آویزان کردند. نادرشاه پیش از گرفتن شیراز و غلبه بر افغان‌ها، پیمان بسته بود که اگر در جنگ پیروز شود، بهسازی شایسته‌ای بر این بقعه انجام دهد؛ بنابراین پس از پیروزی بر افغان‌ها و تسلط شیراز، ۱۵۰۰ تومان پول آن زمان را صرف بهسازی شاه‌چراغ کرد و قندیل او ۷۲۰ مثقال وزن داشته که از طلای ناب و زنجیر نقره‌ای ساخته بوده‌اند. این قندیل تا سال ۱۲۳۹ ه‍.ق همچنان آویزان بود.
- در زلزله سال ۱۲۳۹ ه‍.ق شیراز با خاک یکسان شد و این آرامگاه نیز به کلی مخروبه گردید، نویسنده تذکره دلگشا که خود شاهد این زلزله بوده‌است چنین می‌نویسد:

گنبد بقعه (شاه‌چراغ) که از غایت ارتفاع، آفتاب جهان تاب هر روز در نیم روز خود را در سایه آن کشیدی به یک دفعه چنان بر زمین‌خورد که زمین شکافته و در اعماق خاک فرورفت… و آن عمارات عالی… تو گویی همیشه ویران بوده…
پس از زلزله، قندیل اهدایی نادرشاه را فروختند و صرف بازسازی آرامگاه کردند.
- در سال ۱۲۴۳ ه‍.ق به دستور فتحعلی‌شاه قاجار، حسین علی میرزا فرمانفرما، پی‌گیر شد تا کف بقعه را یک متر از سطح زمین بلندتر بسازد. این کار صورت گرفت و به جای استفاده از سنگ و ساروج، آن را از سنگ و آجر و گچ بنا کردند و در آخر ضریحی نقره‌ای بر گور نصب کردند. در سال ۱۲۶۹ ه‍.ق بر اثر زلزله، گنبد آرامگاه شکست و فرو ریخت. در همان سال محمدناصر ظهیرالدوله آن را نوسازی کرد.
- در سال ۱۲۸۹ ه‍.ق مسعود میرزا ظل السلطان دری نقره ای بر ورودی حرم نصب کرد و در سال ۱۲۹۲ ه‍.ق شاهزاده ظل السلطان، ساعت زنگ دار بزرگی بر برج جنوبی بقعه نصب کرد.
- در سال ۱۳۰۶ ه‍.ق آینه‌کاری مفصلی بر دیوارهای داخل حرم انجام گرفت.
- در سال ۱۳۳۶ خورشیدی، آخرین گنبد قدیمی آرامگاه برچیده شد و اولین گنبد اسکلت فلزی توسط انجمن آثار ملی و اداره باستان‌شناسی فارس به همت هنرمندان فقید سید احمد و سید محمد رضازاده ساخته شد.[نیازمند منبع]

## روز بزرگداشت
در سال ۱۳۸۶ و در شورای فرهنگ عمومی استان فارس نامگذاری یک روز به نام بزرگداشت شاه‌چراغ مطرح شد و متولیان امر تصمیم گرفتند که روز تولد او را به عنوان مراسم بزرگداشت انتخاب کنند؛ لذا برای مشخص شدن روز دقیق تولد، مورخان و محققان تحقیقات خود را آغاز کردند اما پس از بررسی‌های به عمل آمده کارشناسان به این نتیجه رسیدند که روز تولد شاه‌چراغ ۱۶ ذی‌القعده است، ولی قطعی نیست. از این رو تصمیم بر آن شد که در دهه کرامت یعنی حدفاصل تولد معصومه و رضا یک روز به عنوان روز بزرگداشت احمد بن موسی (شاه‌چراغ) تعیین شود. شورای عالی انقلاب فرهنگی در تاریخ ۲۴ شهریور ۱۳۸۸ روز ششم ذیقعده یعنی پنجمین روز از دهه کرامت را به نام روز بزرگداشت احمدبن موسی شاه‌چراغ جهت ثبت در تقویم مناسبت‌های ملی- اسلامی کشور تصویب کرد.

## توسعه حرم
آستان احمدبن‌موسی که در طول تاریخ مرکزی برای رشد معارف شیعه در جنوب کشور به‌شمار می‌رفت، اما در چند سال اخیر به دلیل واقع شدن در بافت تاریخی و فرهنگی شیراز مورد غفلت قرار گرفت و با ناهنجاری‌های مختلفی روبرو شد تا آنجا که داد برخی از مقامات استان فارس را برآورد.
اخیراً طرح جامع توسعه حرم شاه‌چراغ و سیدعلاءالدین حسین در شیراز تصویب شده تا با اجرای آن بسیاری از معضلات اطراف و محدوده حرمین در شیراز برچیده می‌شود. این طرح جامع در محدوده‌ای به وسعت ۵۵ هکتار تصویب شده تا برای نخستین مرتبه، این دو آستان مقدس دارای یک طرح جامع و کامل برای توسعه، بازسازی و عمرانی شوند. در این طرح بحث‌های مهمی از جمله حل معضل ترافیک عبوری، احداث ساختمان‌های خدماتی، زائرسرا، مجموعه‌های فرهنگی، مذهبی و زیارتی مورد نیاز پیش‌بینی شده‌است. در قدم نخست و بنا به دستور وزیر مسکن و شهرسازی قرار است ۳۰ هکتار زمین برای این امر اختصاص یافته و مابقی زمین‌های مورد نیاز که در طرح اولیه نیز تعریف شده‌است در مراحل بعدی اختصاص می‌یابد.
همچنین به دستور سید علی خامنه‌ای، رهبر ایران، هیئت امنای آستان احمدی و محمدیی متشکل از برخی افراد با سابقه و زیر نظر نماینده وی در استان فارس هم‌زمان با آغاز فعالیت‌ها برای توسعه حرم تشکیل شد.
در نگاه دیگر با تخریب ۵۷ هکتار از بافت تاریخی شیراز و نابودی داشته‌های فرهنگی شهر شیراز، تنها بدست آورده شهر شیراز یک میدان نه هکتاری و از دست رفتن هویت شهر شیراز است و ساخت مجتمع‌های تجاری خرده‌فروشی. جهت اعتراض به تخریب بافت تاریخی به‌همراه دویست خانه ثبت شده در لیست آثار ملی و محله تاریخی آن، در سایت کارزار نزدیک بیست و یک هزار نفر به همراه ۱۸۰ استاد دانشگاه و اتحادیه انجمن‌های علمی معماری مرمت و شهرسازی کشور و ده‌ها مجله علمی پژوهشی معماری و شهرسازی به آن اعتراض کرده‌اند.

## متولیان حرم پس از انقلاب
- سید محمدمهدی دستغیب در سال ۱۳۶۰ با حکم سید روح‌الله خمینی به تولیت آستان منصوب شد و تا ۱۴ اسفند ۱۳۹۲ این سمت را بر عهده داشت.
- سید علی‌اصغر دستغیب که پس از استعفای سید محمدمهدی دستغیب، از ۱۴ اسفند ۱۳۹۲ با حکم سید علی خامنه‌ای عهده‌دار این منصب شد. او در ۷ تیر ۱۳۹۹ به دلیل بیماری از سمت خود استعفا داد.
- لطف‌الله دژکام که از ۱۹ تیر ۱۳۹۹ تا ۳ شهریور ۱۴۰۰ سرپرستی تولیت آستان را با حکم سید علی خامنه‌ای برعهده داشت.
- ابراهیم کلانتری  با حکم سید علی خامنه‌ای از ۴ شهریور ۱۴۰۰ تاکنون تولیت آستان احمدی و محمدی را برعهده دارد.[۱۲][۱۳]

## حملات تروریستی

### آبان ۱۴۰۱
در ۴ آبان ۱۴۰۱، یک فرد مسلح با سلاح کلاشینکف به سمت زائران حرم شاهچراغ تیراندازی کرد و بیش از ۵۰ نفر از زائران حرم شاهچراغ مجروح و ۱۳ نفر کشته شدند. ساعاتی بعد از حادثه، داعش در بیانیه‌ای مسولیت حمله را پذیرفت. در شیراز به مدت ۳ روز عزای عمومی اعلام شد. به گزارش یورونیوز از حادثه روز چهارشنبه ۴ آبان، یک شخص مسلح به حرم شاهچراغ وارد می‌شود و از ورودی مشخص شده عبور می‌کند و بعد از آن افراد حاضر در ورودی را به رگبار می‌بندد، سپس به سمت شبستان رفته ولی مردم که متوجه صدای شلیک گلوله می‌شوند، در ورودی حرم را از پشت قفل می‌کنند اما فرد مهاجم از در دیگری وارد حرم شده و مردم عادی را به رگبار می‌بندد پس از مدتی مأموران امنیتی و انتظامی در حرم حاضر شده و فرد مهاجم را دستگیر می‌کنند.

### مرداد ۱۴۰۲
در تاریخ ۲۲ مرداد ۱۴۰۲ حمله دیگری به حرم شاهچراغ رخ داد که طی آن ۲ نفر کشته و ۷ نفر زخمی شدند.

## نگارخانه

نمای درون ضریح احمد ابن موسی
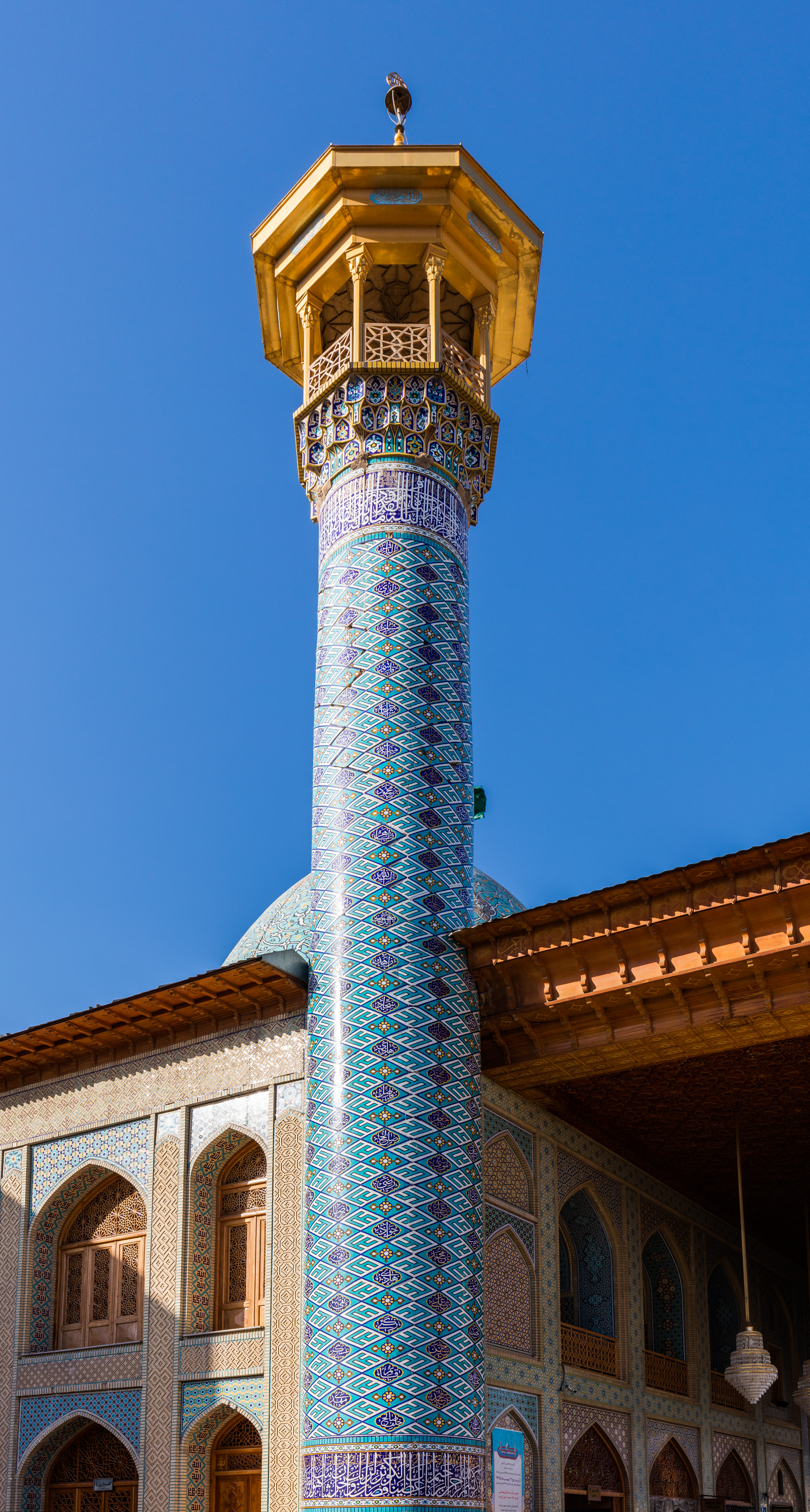
یکی از مناره‌های حرم  شاه‌چراغ
طبل و نقاره زنی در شاه‌چراغ
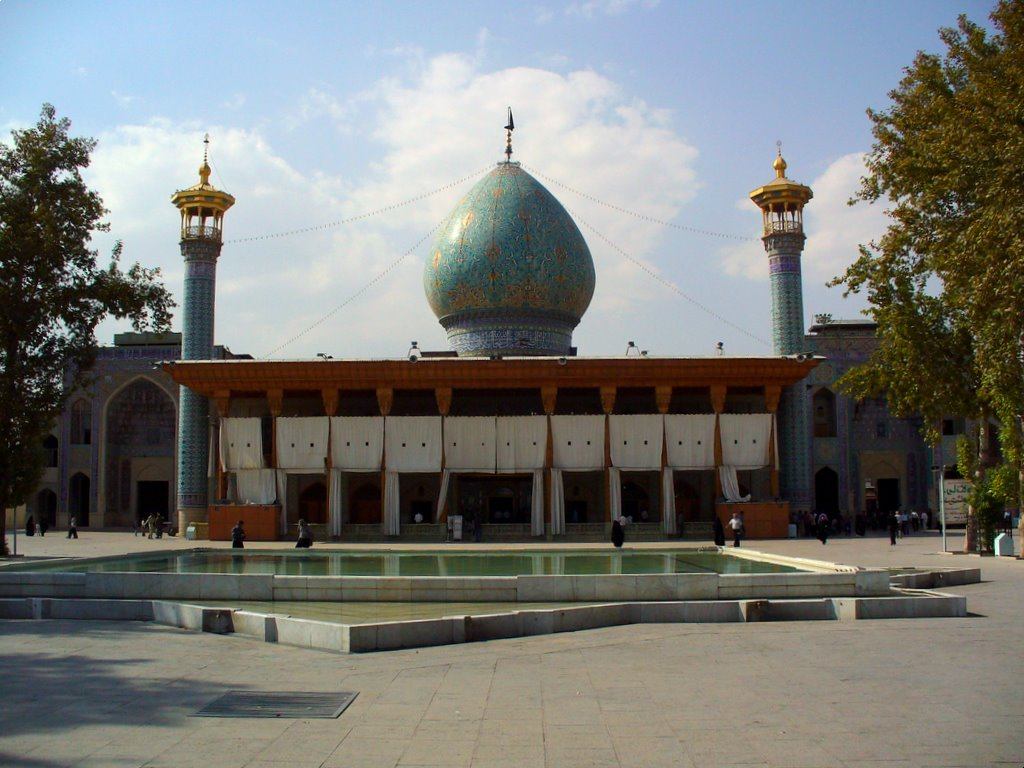
نمایی از حرم شاه‌چراغ
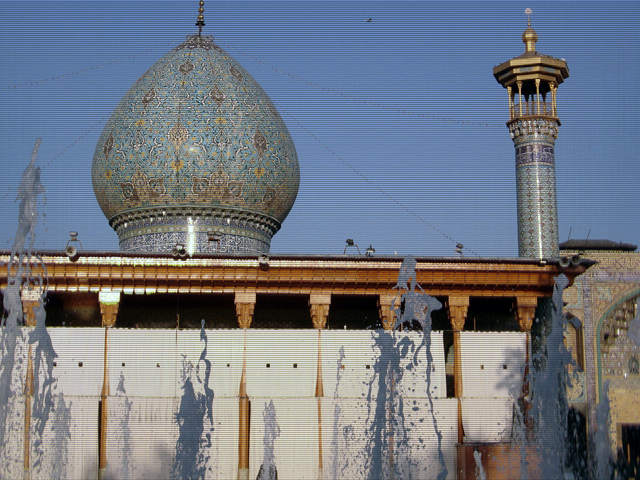
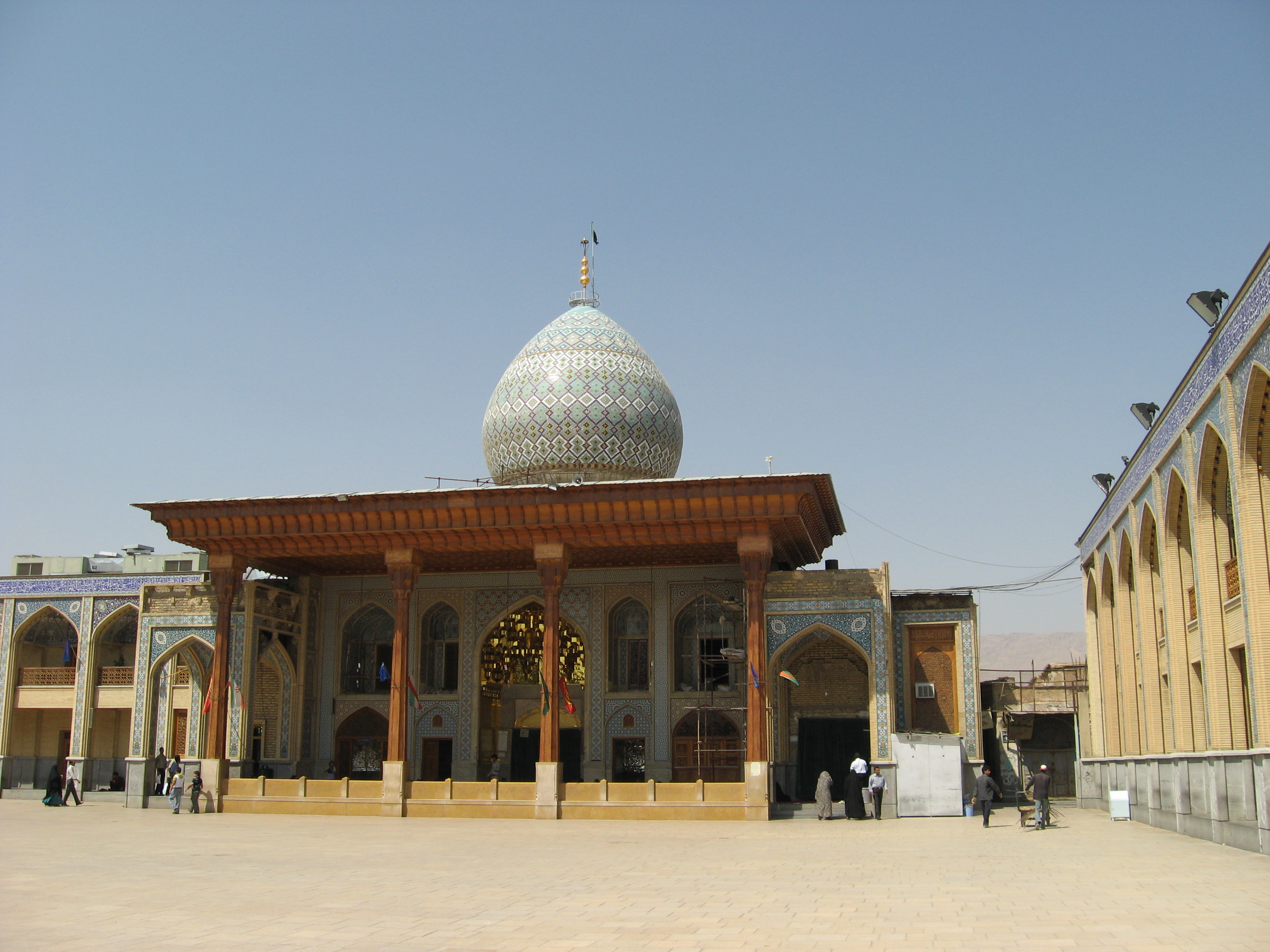
بارگاه سید میر محمد بن موسی
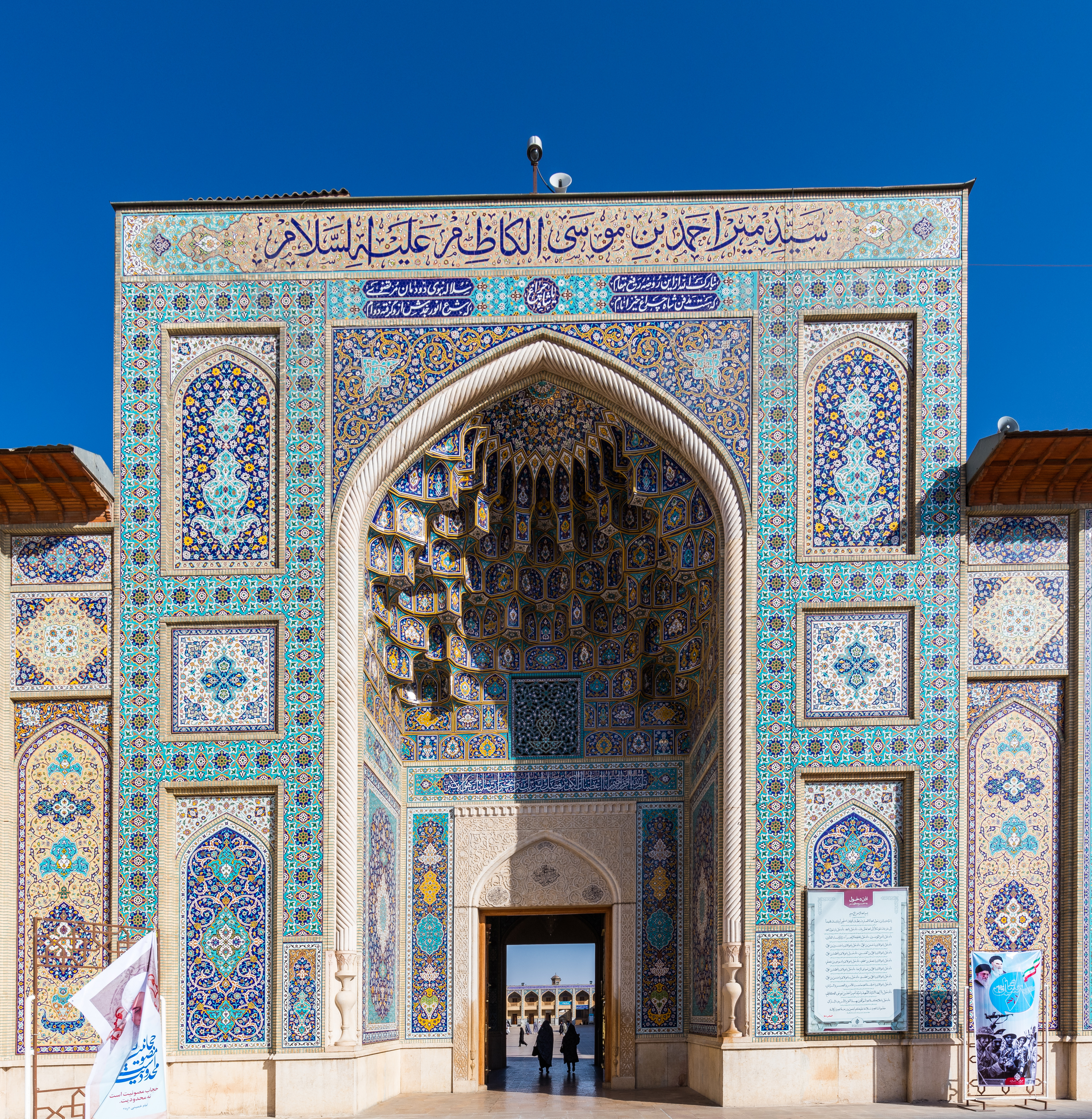
ورودی شمالی حرم شاه‌چراغ
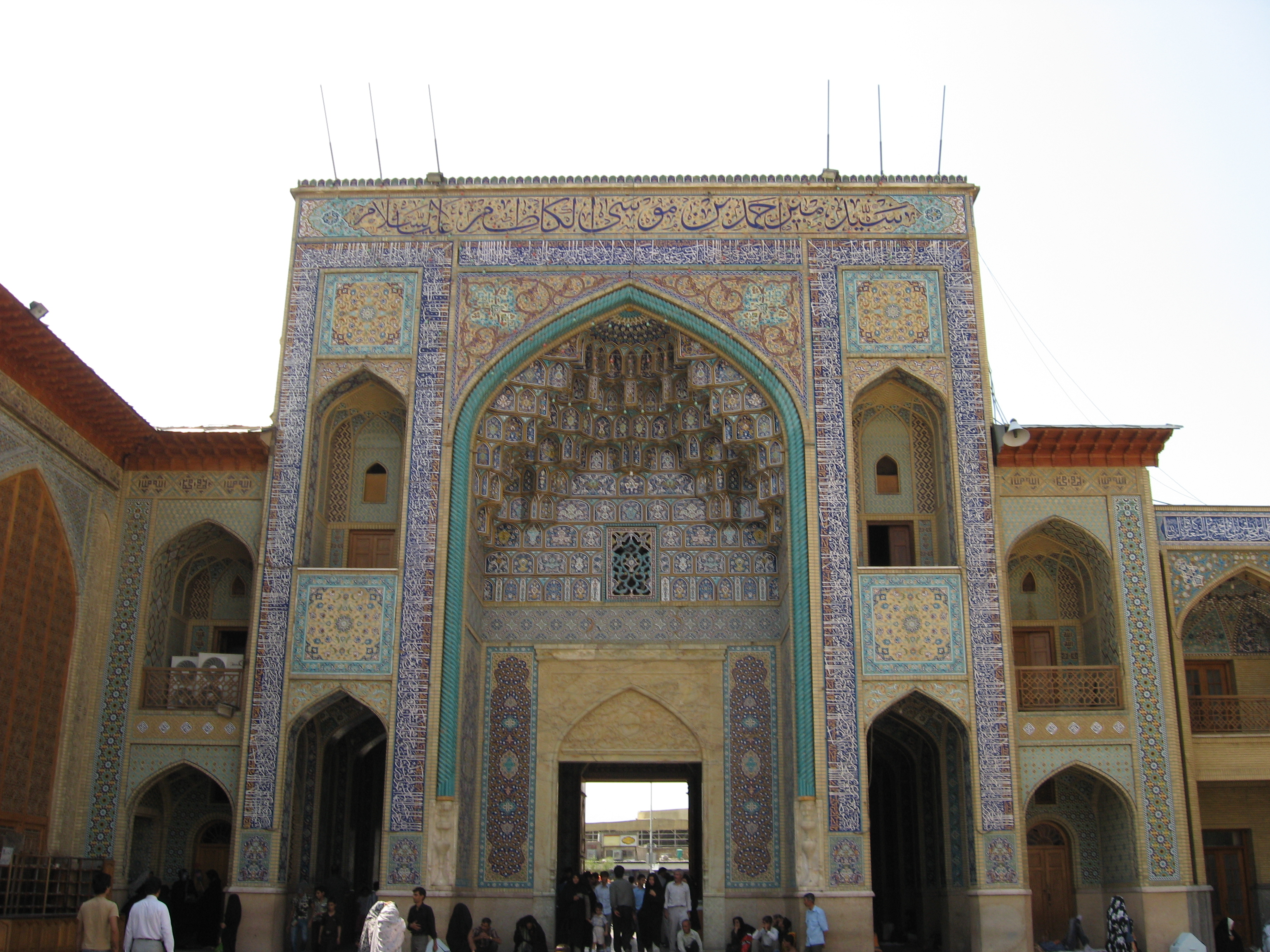
ورودی شمالی محوطه بارگاه
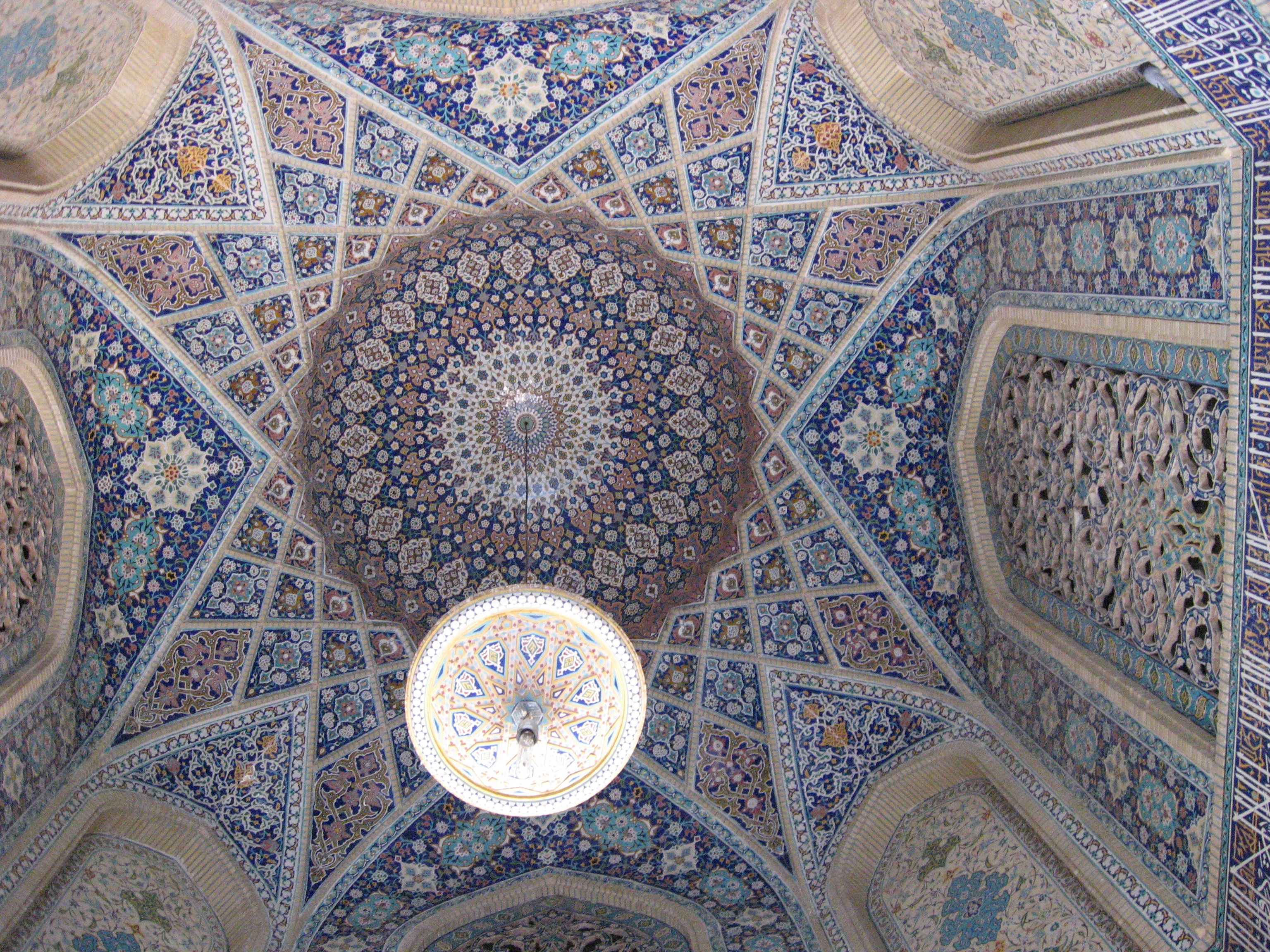
قسمتی از کاشی کاری‌های سر در شمالی
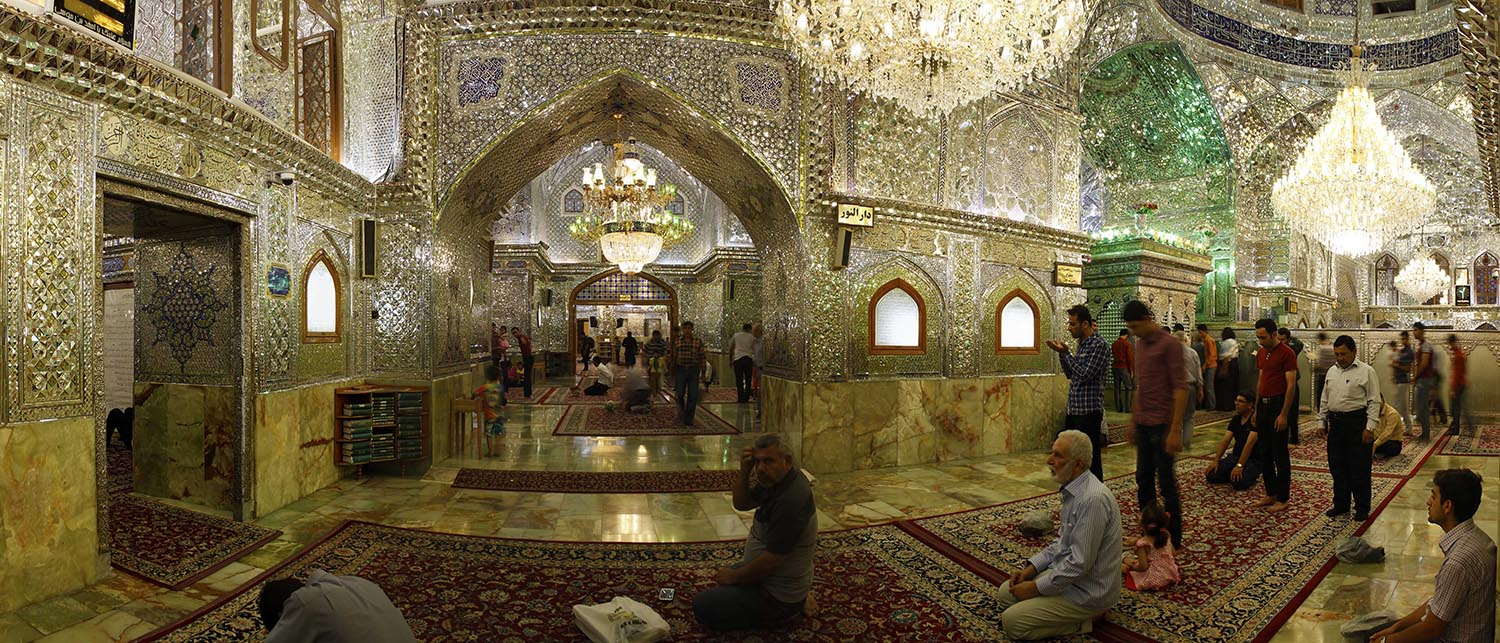
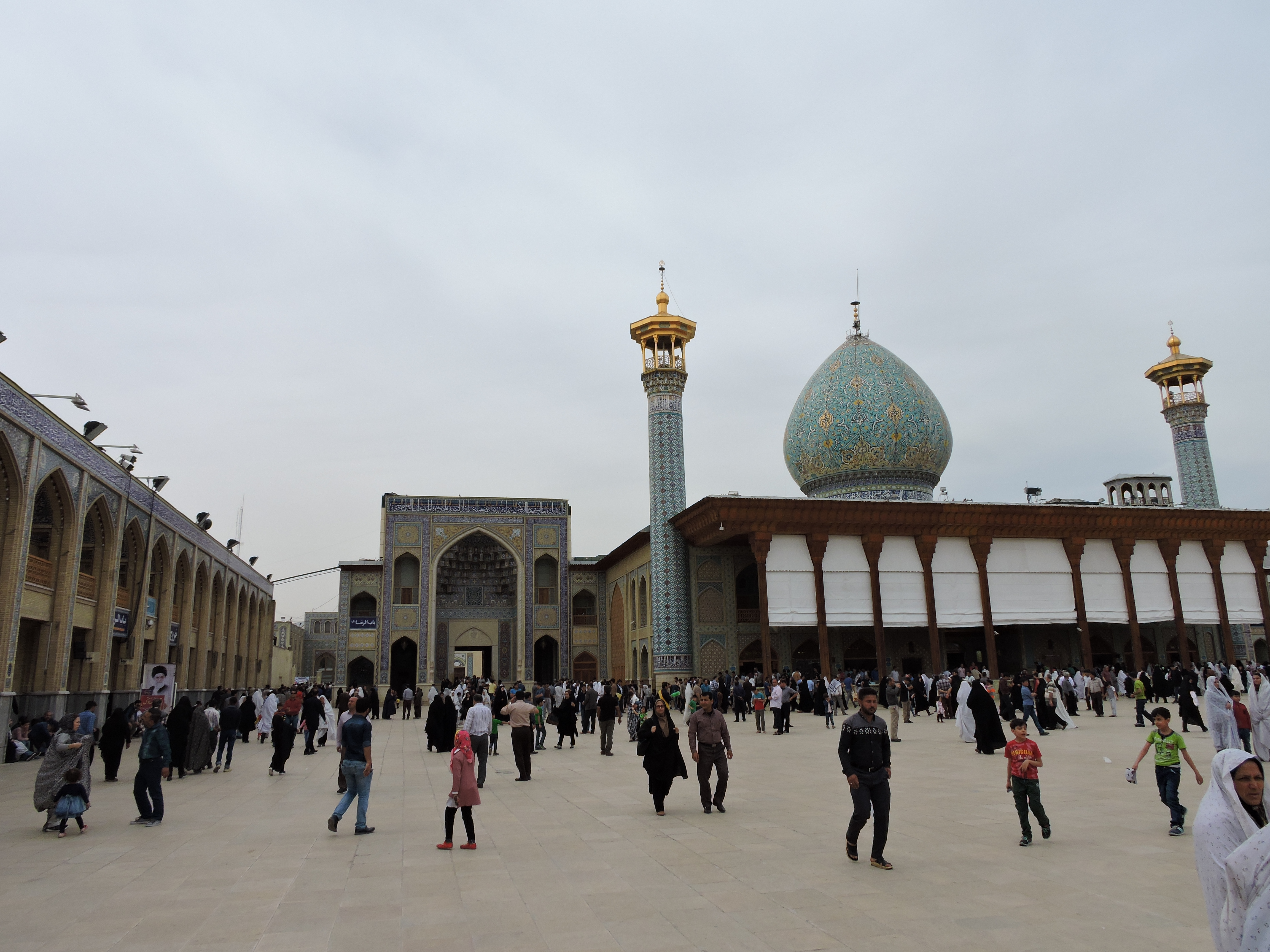

## پی‌نوشت‌ها
.^ چهره ایران، راهنمای سیاحتی و مسافرتی، سازمان جغرافیائی و کارتوگرافی گیتاشناسی، تهران ۱۳۷۴خ.